# Menteşe (Muğla)
Menteşe ist eine Stadtgemeinde (Belediye) im gleichnamigen Ilçe (Landkreis) der Provinz Muğla in der türkischen Ägäisregion und gleichzeitig ein Stadtbezirk der 2012 gebildeten Büyükşehir belediyesi Muğla (Großstadtgemeinde/Metropolprovinz). Seit der Gebietsreform ab 2013 ist die Gemeinde flächen- und einwohnermäßig identisch mit dem Landkreis.
Menteşe hieß ursprünglich Çardaklı (1970: 2.463 / 1975: 2.227) und lag im Kreis Yatağan. Am 29. Februar 1972 wurde es zur Stadt(gemeinde) (Belediye) erhoben und umbenannt in Menteşe (deutsch: Scharnier). Der Name leitet sich von der lokalen türkischen Dynastie der Mentesche aus dem 14. Jahrhundert ab.
Nach der Abschaffung des zentralen Bezirks Muğla (Ilçe Merkez) durch das Gesetz Nr. 6360, das am 12. November 2012 von der Großen Türkischen Nationalversammlung angenommen wurde, wurde ein neuer Bezirk gegründet, der nach Menteşe benannt wurde. Er ersetzt den alten Landkreis, um Verwechslung mit der Büyükşehir belediyesi Muğla zu vermeiden.
Bei der Verwaltungsreform 2013/2014 wurden alle Dörfer sowie alle Belediye in Mahalle umgewandelt, die Mahalle der Kreisstadt blieben erhalten. Den Mahalle steht ein Muhtar als oberster Beamter vor.
Der Kreis/Stadtbezirk Menteşe bestand Ende 2020 aus 66 Mahalle (Stadtviertel/Ortsteile) mit durchschnittlich 1.714 Einwohnern, Kötekli Mah. (14.989), Orhaniye Mah. (14.253), Emirbeyazıt Mah. (12.706), Muslihittin Mah. (12.162 Einw.) waren die größten hiervon.